# Hormel

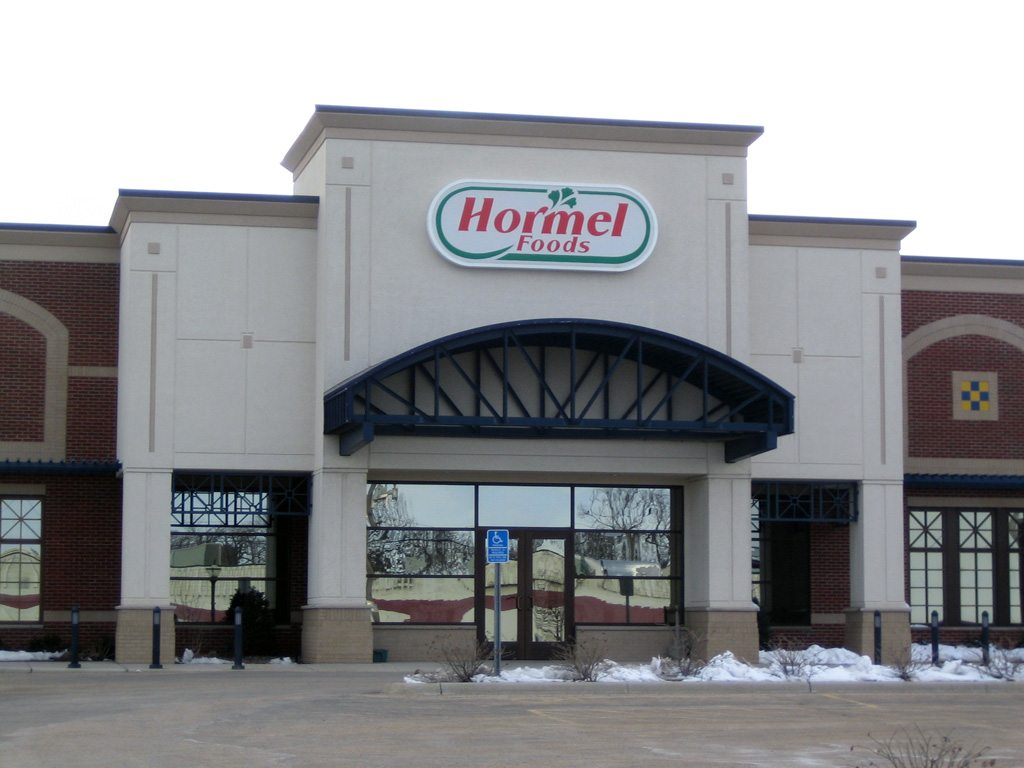
Imagen de Hormel Foods Corporation, Austin, Minnesota.

Hormel Foods Corporation (NYSE: HRL) es una compañía de Alimentación radicada en el  sudeste de Minnesota (Mower County), es muy conocida por la producción de Spam como carne en lata. La compañía fue fundada por George A. Hormel en 1891. La compañía cambió su nombre a  Hormel Foods Corporation 102 años después en 1993. Hormel vendió comida bajo la marca registrada Jennie-O, Dinty Moore, Stagg Carapelli.
- Datos: Q1454852
- Multimedia: Hormel Foods / Q1454852